# Vittorio Emanuele (metropolitana di Catania)
Vittorio Emanuele sarà una stazione della Metropolitana di Catania. Essa farà parte della nuova tratta in costruzione Stesicoro-Palestro.
La stazione, sotterranea, sarà ubicata in Via Plebiscito, in corrispondenza del dismesso Presidio Ospedaliero Vittorio Emanuele, da cui prende il nome. Il completamento delle sole opere civili era inizialmente previsto per il 2019; in seguito al blocco dei lavori a causa del contenzioso per il crollo di un edificio fatiscente soprastante, è stato preannunciato entro il 2026.